# Романов, Илья Павлович
Илья Павлович Романов (род. 1927) — советский полярный исследователь, военный географ и океанолог, начальник ряда высокоширотных воздушных экспедиций «Север» и ряда станций «Северный полюс». В 1970-е-1980-е годы он и В. И. Шильников являлись самыми крупными специалистами ледовой разведки.
Существует гиперболическое сравнение журналистов о том, что он провёл сотни кораблей во льдах, более 200 раз побывал на Северном полюсе.
Фактически Владимир Санин в своей книге «Не говори ты Арктике — прощай» писал о том, что 8 апреля 1977 года Романов побывал на полюсе в восьмой раз.
Позже в том же году он привёл в точку 34 ледокол «Арктика», за что был награждён орденом Ленина.

## Биография

### До 1975 года
Илья Романов родился в 1927 году.
После войны работал в ААНИИ, изучал арктический ледовый покров, получил звание кандидата географических наук.
Провёл большое количество времени в Арктике в составе научно-оперативных групп института по обеспечению навигации в арктических условиях, работал в составе воздушных высокоширотных экспедиций «Север» и дрейфующих научных станций «Северный полюс».
В апреле — мае 1951 года совершал вылеты в экспедиции «Торос-1» в качестве гидролога и ледового разведчика, в период с марта по май и с ноября по декабрь 1955 года был океанологом в экипаже самолёта высокоширотной воздушной экспедиции «Север-7».
В 1952 году от ААНИИ был направлен на испытания радиолокационных станций «Кобальт» и «ПСБН-М». Испытания проводились по решению Коллегии Главного управления Северного морского пути с целью определения возможности их использования в оценке ледовой обстановки при плохих условиях видимости.
На испытаниях также присутствовал представитель Военно-морской инженерной академии им. А. Н. Крылова инженер-полковник Н. А. Волков.
Было выполнено 11 ледовых разведок на самолёте Ил-12 Н-525.
В марте-апреле-мае и сентябре-октябре 1956 года совершал вылеты как ледовый разведчик высокоширотной воздушной экспедиции «Север-8», в марте-апреле-мае и сентябре-октябре 1957 года был океанологом в экипаже высокоширотной воздушной экспедиции «Север-9».
В марте-апреле-мае и сентябре-октябре 1959 года работал на станции Северный полюс-6 как океанолог высокоширотной воздушной экспедиции «Север-11».
С 15 апреля 1961 года по 19 марта 1962 года (338 дней) был начальником станции «Северный полюс-8».
С 1 апреля 1965 года по 11 февраля 1966 года работал океанологом на дрейфующей станции «Северный полюс-14».
С 27 мая по 28 октября 1966 года стал начальником специальной военной дрейфующей станции «Северный полюс-15Ф».
C июля по декабрь 1967 года был начальником второй смены высокоширотной воздушной экспедиции «Север-19», в марте-апреле-мае и сентябре-октябре 1968 года был начальником двух смен высокоширотной воздушной экспедиции «Север-20».
С 5 марта 1969 года руководил станцией «Северный полюс-18» в промежутке между первой и второй сменой.
Руководил прежним составом зимовщиков и находился на станции до начала второй смены, стал её начальником.
В сентябре-октябре 1970 года был начальником второй смены высокоширотной воздушной экспедиции «Север-22», с февраля по май и в октябре ноябре 1972 года на высокоширотной воздушной экспедиции «Север-24» снова летал как гидролог-ледовый разведчик.
В марте-апреле-мае и сентябре-октябре 1973 года был начальником отряда и ледовым разведчиком в высокоширотной воздушной экспедиции «Север-25», 6 апреля 1973 года совершал вылет в море Бофорта в вместе с гидрологом—ледовым разведчиком В. В. Лукиным, летчик Л. А. Вепрев.
Экипаж нашёл ледяной остров, подходящий для размещения полярной станции; на этом острове 13 сентября 1973 года открыта дрейфующая станция «Северный полюс-22».
Попал в аварию на самолёте Ла-2 и несколько дней с товарищами ждал на льдине прибытия помощи.
В 1974 году снова в Арктике в качестве начальника отряда и ледового разведчика.
Высокоширотная воздушная экспедиция «Север-26» прошла с февраля по май и с сентября по ноябрь.

### После 1975 года
С февраля по май и с сентября по ноябрь 1975 года в лётном составе высокоширотной воздушной экспедиции «Север-27» как гидролог-ледовый разведчик.
На той же должности в лётном отряде высокоширотной воздушной экспедиции «Север-28», которая прошла с февраля по май и с сентября по ноябрь 1976 года и высокоширотной воздушной экспедиции «Север-29», которая прошла в марте-апреле-мае и октябре-ноябре 1977 года.
8 апреля 1977 года Романов побывал на полюсе в восьмой раз, привёз туда писателя Владимира Санина
Летом 1977 года Илья Павлович обработал существовавшие в ААНИИ данные по характеристикам ледяного покрова Арктического бассейна, что помогло в организации экспедиции на полюс.
Осенью того же года отправился к Северному полюсу на атомном ледоколе «Арктика» в должности руководителя научной группы ААНИИ этого рейса.
Сразу после выхода из порта Мурманск состоялось совещание о маршруте следования к полюсу.
Полярник В. Н. Купецкий настоял на изменении направления, указав, что льды по направлению от Карского моря к Северному полюсу менее крепкие и следует идти на штурм полюса именно по этому направлению.
Его поддержали И. П. Романов и капитаны-полярники, в результате новый маршрут был утверждён.
Это направление, по мнению самого Романова, позволило быстрее пройти к полюсу из-за нарастающей толщины льда.
За то, что Романов привёл экспедицию на полюс и нашёл дорогу обратно, он был награждён орденом Ленина.
По результатам рейса был выполнен доклад об итогах гидрометеорологического обеспечения, который был представлен на заседании коллегии в Главном управлении Гидрометеослужбы СССР.
Этот доклад представляли директор Института Арктики и Антарктики А. Ф. Трешников и И. П. Романов.
С февраля по июнь и с октября по декабрь 1978 года в лётном отряде высокоширотной воздушной экспедиции «Север-30» как гидролог-ледовый разведчик.
На той же должности в лётном отряде высокоширотной воздушной экспедиции «Север-31», которая прошла с февраля по июнь и в октябре-ноябре 1979 года.
В 1980-х годах работал гидрологом-ледовым разведчиком в лётных отрядах высокоширотных воздушных экспедиций «Север-32» (с января по май и с октября по декабрь 1980) и «Север-33» (с февраля по май и с октября по декабрь 1981).
С 27 по 30 марта 1981 года в составе экипажа, в который кроме Романова вошли лётчик Лев Вепрев, штурман Владимир Арсланов и начальник экспедиции «Север» Сергей Кессель выполнял задачу по поиску места высадки станции «Северный полюс-25».
Найдя подходящую льдину, подготовили высадку, но три дня неё было лётной погоды.
В результате следующего вылета отмеченную льдину найти не удалось, поиск был отложен до наступления хорошей погоды.
7 апреля удалось повторить поиск, был найден удачный вариант для высадки и с 8 апреля начались подготовительные работы по созданию станции.
Весной 1989 года И. П. Романов снова совершил экспедицию в Арктику на станцию Северный полюс-28, где занимался организацией базы на полюсе, которая использовалась для встречи российско-канадской экспедиции к полюсу.
Также на станции занимался научной деятельностью, связанной с измерением торосов.